# Beat Meister
Beat Meister (* 22. September 1965 in Zürich) ist ein ehemaliger Schweizer Radrennfahrer und nationaler Meister im Radsport.

## Sportliche Laufbahn
Meister war im Strassenradsport und im Bahnradsport aktiv. 1992 war er Teilnehmer der Olympischen Sommerspiele in Barcelona. Die Schweiz kam mit Thomas Boutellier, Roland Meier, Beat Meister und Thedy Rinderknecht im Mannschaftszeitfahren auf den 6. Rang. 1993 gewann er mit dem Schweizer Strassenvierer mit Roman Jeker, Markus Kennel und Roland Meier bei den Strassenradsport-Weltmeisterschaften die Bronzemedaille im Mannschaftszeitfahren. 
Auf der Bahn wurde er 1989 Vize-Meister in der Mannschaftsverfolgung, 1995 Vize-Meister in der Einerverfolgung hinter Viktor Kunz. 1996 und 1997 wurde er jeweils Meisterschaftsdritter in der Einerverfolgung. Den Titel in der Mannschaftsverfolgung gewann Meister 1996 mit Viktor Kunz, Patrick Vetsch und Alexander Aeschbach. Er startete für den Verein Velo Mountainclub Hirslanden-Zürich.